# Urs Flühmann
Urs Flühmann, född 1962, är en schweizisk orienterare som blev världsmästare i stafett 1991 och 1993, han har dessutom tagit ett VM-silver och två VM-brons.